# Vishwananda Saraswati
Swami Vishwananda Saraswati was een yogi aan het eind van de 19e eeuw en begin van de 20e eeuw in India. Vishwananda Saraswati behoorde tot de Sringeri Math van Sri Sankaracharya.
Vishwananda Saraswati was de goeroe van Swami Sivananda, die hij in de Ganges in 1924 initieerde. Bij zijn vertrek naar Benares wilde Sivananda niet mee, maar bleef Vishwananda Saraswati wel contact met hem houden en voorzag hem door middel van brieven van instructies.